# فرودگاه شراوستی
فرودگاه شراوستی (به انگلیسی: Shravasti Airport) یک فرودگاه همگانی است که یک باند فرود آسفالت دارد. این فرودگاه در کشور هند قرار دارد .